# جيل كوغينز
جيل كوغينز (بالإنجليزية: Gil Coggins)‏ هو عازف بيانو أمريكي، ولد في 23 أغسطس 1928 في نيويورك في الولايات المتحدة، وتوفي بنفس المكان في 15 فبراير 2004.

## وصلات خارجية
- جيل كوغينز على موقع ميوزك برينز (الإنجليزية)
- جيل كوغينز على موقع أول ميوزيك (الإنجليزية)
- جيل كوغينز على موقع ديسكوغز (الإنجليزية)